# 赤りんご
赤りんご（あかりんご）は日本のイラストレーター、デザイナー。デザイン業務は「筑紫真斗」という名義で行っている。

## 人物・エピソード
原画家、イラストレーターとして数々のゲームや小説に携わるだけでなく、デザイナーとして企業ロゴやイメージキャラクターのデザインも担当する。

## 作品リスト

### ゲーム
- 君が主で執事が俺で　ぽーたぶる（ブックカバー用カスタム用紙）
- 真夏の夜の雪物語（原画）

### ブラウザゲーム
- かんぱに☆ガールズ（原画）

### トレーディングカードゲーム
- 拡散性ミリオンアーサー

### イラスト・挿絵
小説
- 龍ヶ嬢七々々の埋蔵金
- 壱級天災の極めて不本意な名推理
- きわめて忍極
- 夢のクロエ
- 夢喰いメリー（初回限定特典用イラストカード）

### デザイン
- チュアブルソフト(ブランドロゴデザイン)
- SUPER HATSUNE BEAT vol.1(ジャケットイラスト)

イメージキャラクター
- HAL×YOU 2014年TVCM『ゆうきたん』
- ろまんてぃっく大奏同
- イオシスフェスティバル2012